# Magdalena Luther
Magdalena Luther (Wittenberg, 1529. május 4. – Wittenberg, 1542. szeptember 20.) Katharina von Bora és Luther Márton lánya.

## Életrajza
Magdalena 1529. május 4-én született Wittenbergben Luther Márton és Katharina von Bora harmadik gyermekeként, melyből ő volt a második túlélő (korábban még egy bátyja is született), mivel nővére, Elizabeth egy évvel korábban meghalt. Magdaléna hét hónapra, de egészségesen született. Ő volt a hőn szeretett gyermek, a pár második, de az első túlélő lánya.
A lány portréját id. Lucas Cranach festette meg 1540-ben Augsburgban, és Luther kapta a festményt ajándékba feleségétől; a festményen  gyönyörű gyermek látható, hatalmas, tiszta, mély szemekkel. A festmény Luther ágya felett függött.
Magdalena 13 éves korában 1542. szeptember 20-án, egy hosszabb betegség után apja karjaiban halt meg Wittenbergben. Luther írásai arról tanúskodnak, hogy Magdalena halála egy rendkívül fárasztó időszak volt mindkét szülője és bátyja Hans részéről is, aki otthon tartózkodott a húgával a halála előtti időkben.